# Brun järnsparv
Brun järnsparv (Prunella fulvescens) är en liten asiatisk fågel i familjen järnsparvar inom ordningen tättingar. Den förekommer i bergstrakter från Afghanistan till Mongoliet, västra Kina och Himalaya. IUCN kategoriserar den som livskraftig.

## Utseende och läte

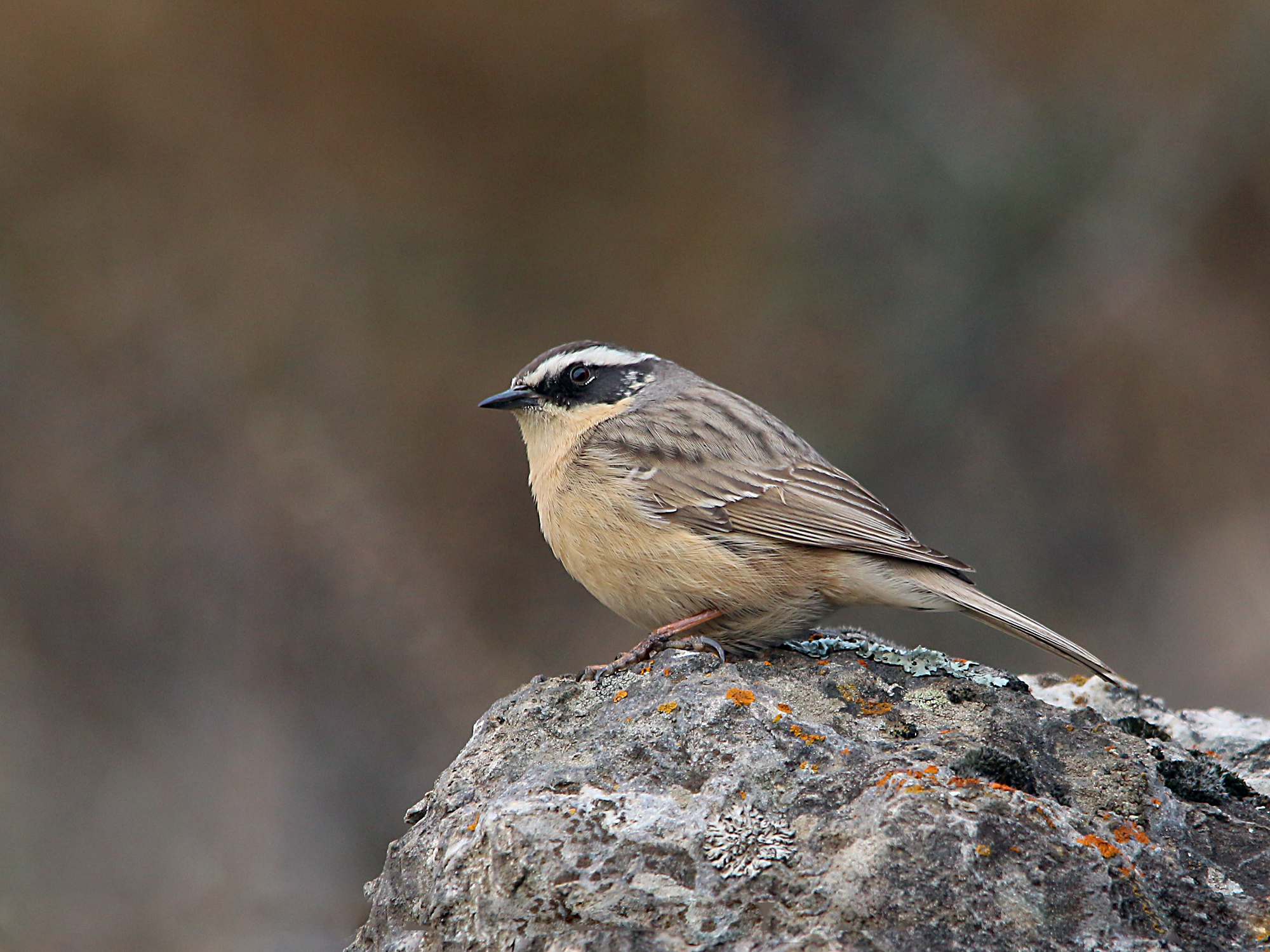
Brun järnsparv fotograferad i Pakistan.

Brun järnsparv är en relativt liten medlem av familjen med en kroppslängd på 14,5–15 centimeter. Fjäderdräkten är som namnet avslöjar övervägande brun med blekt gulbrun ostreckad undersida. Den har mörka örontäckare och ett vitt ögonbrynsstreck. Sången består av en repetetativ och melodisk drill.

## Utbredning och systematik
Brun järnsparv förekommer i Centralasien och delas in i sex underarter med följande utbredning:
- Prunella fulvescens fulvescens – Tien Shanbergen till Afghanistan och Pakistan
- Prunella fulvescens dahurica (inklusive mongolica) – Altajbergen till Mongoliet
- Prunella fulvescens dresseri – bergstrakter i västra Kina (från sydvästra Xinjiang till västra Gansu och norra Tibet)
- Prunella fulvescens nanschanica – bergsskogar i västra Kina på gränsen mellan Qinghai och Gansu
- Prunella fulvescens khamensis – bergstrakter i västra Kina (från Xinjiang till södra Qinghai, Gansu och nordöstra Tibet)
- Prunella fulvescens sushkini – trädgränsen i bergssluttningar i södra Tibet

Underarten sushkini inkluderas ofta i khamensis

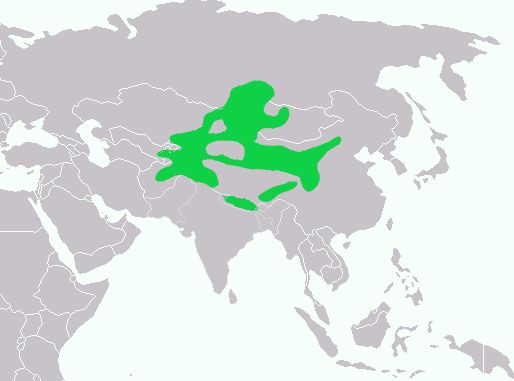
Utbredningsområdet för brun järnsparv.

### Släktskap
DNA-studier visar att arten troligen är närmast släkt med mongoljärnsparven (Prunella koslowi).

## Levnadssätt
Arten ses under häckningstid på torra och snåriga sluttningar, vintertid kring höglänta byar. Den ses vanligen födosöka på marken, men hanen kan ses sjunga från toppen av ett litet träd eller från en byggnad.

## Status och hot
Arten har ett stort utbredningsområde och en stor population med stabil utveckling och tros inte vara utsatt för något substantiellt hot. Utifrån dessa kriterier kategoriserar internationella naturvårdsunionen IUCN arten som livskraftig (LC). Världspopulationen har inte uppskattats men den beskrivs som vanlig i Centralasien, lokalt vanlig vintertid i Pakistan, lokalt vanlig i norra Indien och vanlig i nordvästra Nepal.